# Muhafazat al-Muharrak
Muhafazat al-Muharrak (arab. محافظة المحرق) – jedna z 4 muhafaz w Bahrajnie. Swoim obszarem obejmuje trzecią co do wielkości wyspę kraju, Al-Muharrak i kilka okolicznych wysepek, w części niezamieszkanych. Od strony południowo-zachodniej mostem łączy się z Muhafazat al-Asima na wyspie Al-Bahrajn.
Na terenie muhafazy znajduje się stosunkowo dużo zabytków (dawne rezydencje, wieże, fort), które jednak nie są tak zadbane jak te w głównej części kraju. Na wyspie znajduje się port lotniczy Bahrajn, główne lotnisko kraju.
Muhafizem jest Salman Isa ibn Hindi.

## Demografia
Według spisu ludności przeprowadzonego w 2018 muhafazę zamieszkiwały 268 626 osoby.